# Археоптерис
Археоптерис (лат. Archaeopteris, от др.-греч. ἀρχαῖος — древний, πτέρις — папоротник) — род вымерших древовидных растений с папоротниковидными листьями. Насчитывает приблизительно 20 видов.

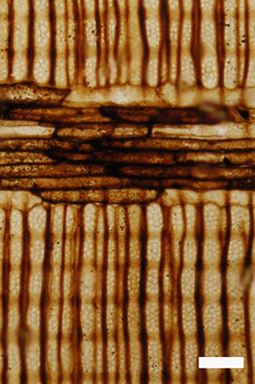
Окаменевшая древесина археоптериса

Археоптерис размножался, по-видимому, спорами.  Окаменелые остатки растения были обнаружены в отложениях позднего девона и раннего каменноугольного периодов. До обнаружения окаменелых останков деревьев рода Wattieza (возрастом 385 миллионов лет) археоптерис считался древнейшим деревом. В отличие от других девонских растений, имел развитую корневую систему, а также мог ветвиться по всей длине ствола, а не только на вершине.

## Внешний вид
Крупные древовидные растения, с высотой ствола до 24 м, и диаметром до 1.5 м. Ствол неветвящийся, с мощной и толстой древесиной. Крону образовывали крупные, спирально-расположенные двоякоперистые листья двух типов – стерильные и спороносные. Листовые пластинки – от уплощённых веточек, частично сросшихся основаниями, до цельнокрайних. Спорангии почти одинаковых размеров содержали либо до нескольких сотен микроспор (диаметр 30 мкм), либо 8–16 мегаспор (диаметр 300 мкм). Молодые листья растения не были улиткообразно завёрнуты, в отличие от листьев представителей современного примитивного семейства папоротников – ужовниковых.